# Homeworld 2
 (septembre 2017).
Si vous disposez d'ouvrages ou d'articles de référence ou si vous connaissez des sites web de qualité traitant du thème abordé ici, merci de compléter l'article en donnant les références utiles à sa vérifiabilité et en les liant à la section « Notes et références ».
Homeworld 2 est un jeu vidéo sorti en 2003, développé par Relic Entertainment et édité par Sierra Entertainment, il s'agit de la suite du premier opus Homeworld.

## Présentation
Homeworld 2 est un jeu de stratégie en temps réel dans l'espace. L'histoire se déroule dans un futur lointain où deux peuples s'affrontent : les Hiigarans et les Vaygrs. La campagne solo ne permet que de contrôler les Hiigarans, les Vaygrs n'étant jouables qu'en multijoueur ou en mode escarmouche. Le joueur incarne Karan S'jet qui a pour mission de protéger la planète-mère Hiigara contre l'invasion des Vaygrs (une race croyant être les Sajuuk-khar, les élus de Sajuuk) qui projettent de conquérir l'univers en s'emparant des trois noyaux hyperspatiaux pour ainsi libérer Sajuuk et son puissant vaisseau spatial, un croiseur progenitor amélioré.
Le jeu peut être qualifié de « classique » dans sa partie stratégie puisque ce sont des collecteurs qui récoltent les minéraux nécessaires aux constructions dans les astéroïdes disséminés sur la carte, ces astéroïdes constituant la seule ressource appelée RU (ressource unit). Mais la différence principale entre Homeworld 2 et les autres jeux de stratégie est qu'il n'y a pas de bâtiments à construire. La production de vaisseaux se fait en construisant des modules sur le vaisseau mère, sur le transporteur et le chantier naval (ou sur un croiseur). L'espace de jeu est en trois dimensions et les déplacements se font sur les trois axes. Les unités ne sont pas très nombreuses mais chacune d'entre elles possède des atouts et des faiblesses, et aucune unité n'est inutile. Les Vaygrs et les Hiigarans ont des unités très différentes et des styles de combat particuliers. Les Vaygrs sont axés sur la spécialisation des unités et leur nombre alors que les Hiigarans misent plutôt sur la polyvalence.
Mais les deux races peuvent construire une unité spéciale de la catégorie des chasseurs : Le bombardier. En effet, ceux-ci peuvent viser et détruire plus précisément les modules (de production, hyperspatiaux, etc.) des vaisseaux lourds, et ceci en un rien de temps.
Les graphismes sont quant à eux somptueux avec des textures très détaillées et des effets d'éclairage de toute beauté. Les trainées des réacteurs et les explosions sont particulièrement bien rendues ainsi que les effets de laser. De plus le moteur de jeu est très bien optimisé.

## Histoire
Une prophétie annonce que Sajuuk, Celui Dont La Main Forme Ce Qui Est, pourrait revenir et annoncer la Fin des temps. Plusieurs sectes Hiigaran prônent donc l'apocalypse et voient la fin du monde en toute chose. Pour ces fanatiques, la rumeur selon laquelle leurs ennemis les Vaygrs sont les Sajuuk-Khar (les élus de Sajuuk) est un sombre présage, preuve de la colère de Sajuuk.
Les exilés s'en sont retournés sur leur planète mère, rencontrant diverses civilisations mais laissant un sillon de mort sur leur passage.
L'Empire Taiidan fut touché au cœur lorsque L'Empereur lui-même fut abattu au-dessus d'Hiigara dans un ultime, mais vain, effort pour barrer la route des kushan.
Malgré les difficultés dues au retour dans un monde quitté depuis près de 3000 ans, Hiigara devint une puissance majeure de la galaxie grâce notamment au noyau hyper-spatial qui avait reconduit les exilés chez eux.
Il existe trois de ces noyaux.
- Le premier est aux mains d'Hiigara.
- Le deuxième appartient aux Bentusi, des marchands interstellaires, reflets de la mémoire de l'univers. Pacifiques mais mystérieux, ils furent les "guides" des exilés dans le premier opus.
- Le troisième noyau a été découvert dans la bordure extérieure par les hordes Vaygr.

La réunion des trois noyaux hyper-spatiaux permet de réactiver un vaisseau construit par les anciens, disposant d'une puissance de feu fantastique. Ce vaisseau convoité par Maakan, chef Vaygr, mais aussi par le peuple Hiigaran, est nommé le Sajuuk comme le dieu.
Les Vaygr sont des hordes de fiers guerriers nomades parcourant les limites de la galaxie et vivant de rapines. Les hordes vaygr sont constituées de flottes indépendantes. Le chef d'une d'entre elles, le terrible Makaan, est celui qui a découvert le 3e noyau. Sous son influence néfaste, il a rassemblé les hordes et les débris de l'empire Taiidan pour se lancer à la conquête de la galaxie et des 2 autres noyaux, bien sûr.
Le jeu commence lorsque les hiigarans ont fini de reconstruire le vaisseau mère des exilés, qui sera le fer de lance de la contre offensive pour repousser les vaygrs.
Mais cette mission va les mener beaucoup plus loin, sur les traces de secrets perdus depuis des millénaires, sur les traces du grand Sajuuk (le grand architecte), pour réunir la trinité et unifier l'univers dans la paix...

## Série
- 1999 - Homeworld
- 2000 - Homeworld : Cataclysm
- 2003 - Homeworld 2
- 2015 - Homeworld Remastered Collection
- 2016 - Homeworld: Deserts of Kharak
- 2022 - Homeworld 3

## Accueil
| Homeworld 2           |      |       |
| Média                 | Pays | Notes |
| Computer Gaming World | US   | 2.5/5 |
| GameSpot              | US   | 87 %  |
| Gen4                  | FR   | 91 %  |
| IGN                   | US   | 90 %  |
| Jeuxvideo.com         | FR   | 17/20 |
| Joystick              | FR   | 9/10  |
| Compilations de notes |      |       |
| Metacritic            | US   | 83 %  |
| GameRankings          | US   | 85 %  |